# Afrikai újjászületés emlékműve
Az afrikai újjászületés emlékműve egy 49 méter magas bronzszobor a szenegáli Dakar közelében. Az Ouakam nevű elővárosban álló szobor az Atlanti-óceánra néz. Abdoulaye Wade elnök ötlete alapján Pierre Goudiaby szenegáli építész tervezte, és egy észak-koreai vállalat építette meg.
Az építési terület előkészítése 2006-ban kezdődött meg a 100 méter magas domb tetején, és a bronzszobor felépítése 2008. április 3-án vette kezdetét. Eredetileg 2009 decemberére kellett volna elkészülnie, de ez 2010 elejére csúszott. Hivatalos átadására április 4-én, Szenegál nemzeti ünnepén került sor, amikor a Franciaországtól való függetlenedés 50. évfordulóját ünnepelték.

## Fordítás
- Ez a szócikk részben vagy egészben az African Renaissance Monument című angol Wikipédia-szócikk ezen változatának fordításán alapul.  Az eredeti cikk szerkesztőit annak laptörténete sorolja fel. Ez a jelzés csupán a megfogalmazás eredetét és a szerzői jogokat jelzi, nem szolgál a cikkben szereplő információk forrásmegjelöléseként.